# Hasle bei Burgdorf
Hasle bei Burgdorf es una comuna suiza del cantón de Berna, situada en el distrito administrativo del Emmental. Limita al noroeste con Oberburg, al norte con Burgdorf, Heimiswil y Rüegsau, al este con Lützelflüh y Rüderswil, al sur con Lützelflüh y Walkringen, y al oeste con Vechigen, Oberburg y Lützelflüh.
Hasta el 31 de diciembre de 2009 situada en el distrito de Burgdorf.

## Transportes
Ferrocarril
Cuenta con una estación ferroviaria en la que efectúan parada trenes regionales y de cercanías pertenecientes a la red S-Bahn Berna.